# La Feuillée
La Feuillée (tiếng Breton: Ar Fouilhez) là một xã của tỉnh Finistère, thuộc vùng Bretagne, miền tây bắc Pháp.

## Dân số
Người dân ở La Feuillée được gọi là Feuillantins.